# Dicyemennea gracile
Dicyemennea gracile is een soort in de taxonomische indeling van de Rhombozoa. Deze minuscule, wormachtige parasieten hebben geen weefsels of organen en bestaan uit slechts enkele tientallen cellen.
Het organisme komt uit het geslacht Dicyemennea en behoort tot de familie Dicyemidae. Dicyemennea gracile werd in 1857 ontdekt door Wagener.